# Manzana de Julio
Manzana de Julio es el nombre de una variedad cultivar de manzano (Malus domestica). Esta manzana es originaria de Galicia, está cultivada en la colección de árboles frutales y banco de germoplasma de Mabegondo con el Nº 50; ejemplares procedentes de esquejes localizados en Oza dos Rios, del municipio de Oza-Cesuras (La Coruña).

## Sinónimos
- "Manzana de Manzana de Julio",[4][5]
- "Maceira Manzana de Julio".

## Características
El manzano de la variedad 'Manzana de Julio' tiene un vigor vigoroso. Tamaño grande y porte erguido.
Época de inicio de brotación a partir del 1 de abril y de floración a partir de 18 de abril.
Las hojas tienen una longitud del limbo de tamaño medio, con la máxima anchura del limbo media. Longitud de las estípulas es corta y la máxima anchura de las estípulas es desconocido. Denticulación del borde del limbo es biondulado, con la forma del ápice del limbo acuminado y la forma de la base del limbo es agudo. Con subestípulas presentes.
Sus flores tienen una longitud de los pétalos media, anchura de los pétalos es media, disposición de los pétalos en contacto entre sí, con una longitud del pedúnculo larga.
La variedad de manzana 'Manzana de Julio' tiene un fruto de tamaño desconocido, de forma desconocido, de color desconocido, con desconocido, y de intensidad desconocido. Epidermis de textura desconocido. Sensibilidad al "russeting" (pardeamiento áspero superficial que presentan algunas variedades) desconocido. Con lenticelas desconocido.
Los sépalos están dispuestos desconocido; su fosa calicina desconocido. Pedúnculo desconocido, siendo la cavidad peduncular desconocido. Con pulpa de color desconocido, cuya firmeza es desconocido y textura desconocido; su jugosidad es desconocido con sabor desconocido.
Época de maduración y recolección es desconocido. 'Manzana de Julio' es una manzana que su destino es la conservación de esta variedad en el banco de germoplasma de Mabegondo como reserva genética.

## Susceptibilidades
- Oidio: ataque medio
- Moteado: no presenta
- Raíces aéreas: no presenta
- Momificado: no presenta
- Pulgón lanígero: ataque débil
- Pulgón verde: ataque débil
- Araña roja: no presenta
- Chancro del manzano: no presenta[3]